# Javier González del Águila
Javier Alberto González del Águila (Quetzaltenango, Quetzaltenango, Guatemala; 27 de abril de 1998) es un futbolista guatemalteco que actualmente milita en el Xelajú M. C. de la Liga Nacional de Guatemala.
Es también hijo del exfutbolista Javier González Rizo.

## Trayectoria
Javier González hizo su debut en el club Xelajú Mario Camposeco en 2018 se desempeña como lateral derecho y a pertenecido al Xelajú Mario Camposeco desde diviones menores siendo capitán en las categorías que ha formado.
Javier ha sido pieza fundamental para el equipo super chivo siendo este titular indiscutible por la banda de la derecha, posee una buena proyección de juego y un estilo muy rápido y ofensivo.
Javier haría pruebas para el Atlanta United 2 F. C. de la USL Championship, esto para mayo de 2021.

## Selección nacional
Javier sería llamado a su primera convocatoria en un microciclo con la selección el 20 de septiembre de 2021 bajo el mando del profesor Rafael Loredo para el partido amistoso que se enfrentaba a El Salvador en El Audi Field en Washington D. C. y que ganaron 2-0 los guatemaltecos, haciendo ahí su debut con selección absoluta.

## Clubes
| Club      | País      | Año   |
| --------- | --------- | ----- |
| Xelajú MC | Guatemala | 2018- |

## Palmarés

### Campeonatos nacionales
| Título                     | Club      | País      | Año  |
| -------------------------- | --------- | --------- | ---- |
| Liga Nacional de Guatemala | Xelaju MC | Guatemala | 2023 |
| Liga Nacional de Guatemala | Xelaju MC | Guatemala | 2024 |